# Cornelia Petzold-Schick

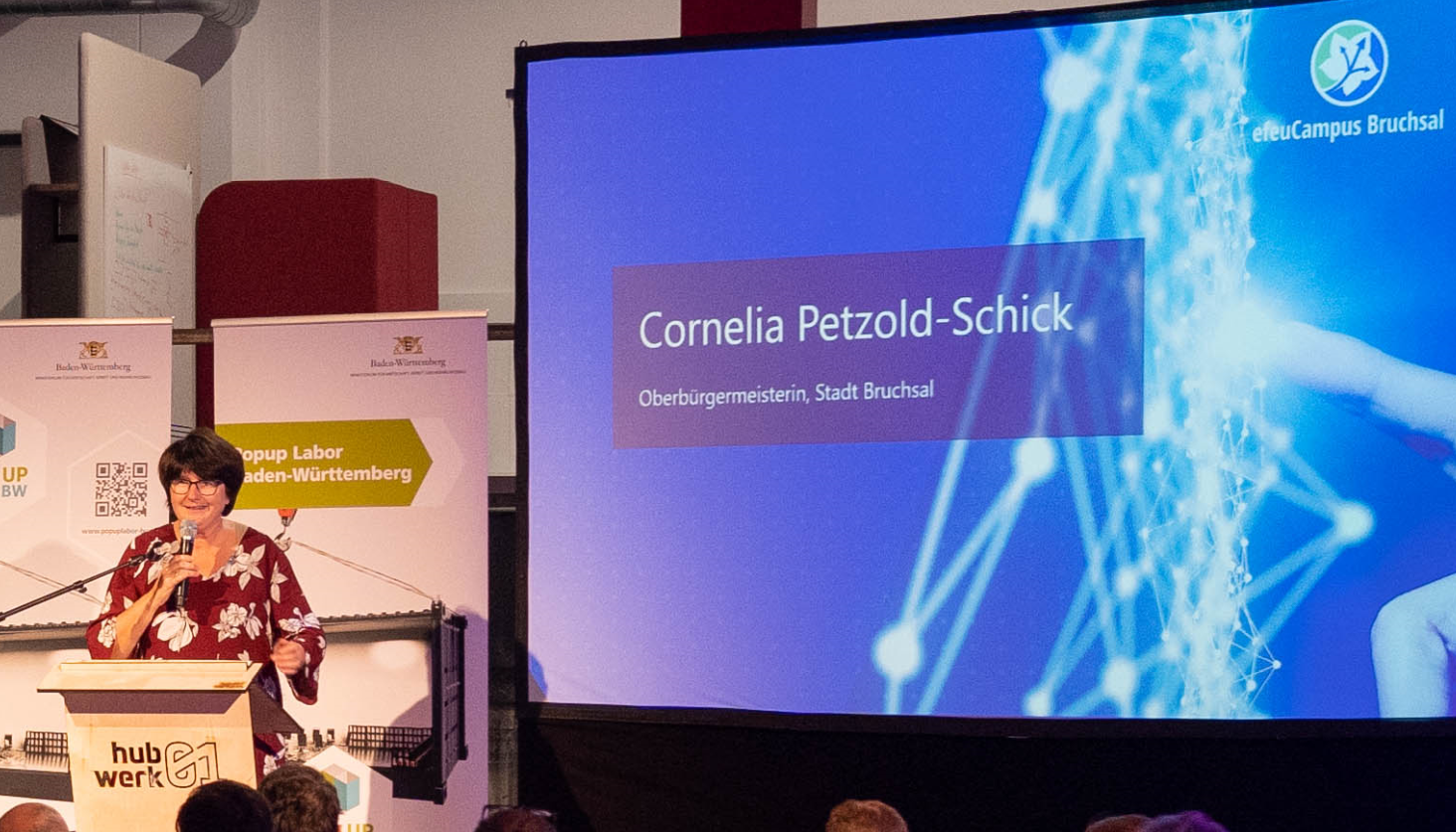
Petzold-Schick beim Zukunftserlebnistag des Forschungsprojekts für urbane und autonome Güterlogistik, efeuCampus in Bruchsal (Oktober 2019)

Cornelia Petzold-Schick (* 30. Mai 1964 in Pforzheim) ist eine deutsche Politikerin (Bündnis 90/Die Grünen) und seit 2009 Oberbürgermeisterin von Bruchsal.

## Leben
Nach dem Abitur 1983 an der Fritz-Erler-Schule in Pforzheim absolvierte Petzold-Schick eine Ausbildung zur Bankkauffrau und die Laufbahn für den Kriminaldienst beim Landeskriminalamt Baden-Württemberg. 
Ab 1988 war sie Ermittlungsbeamtin beim LKA und studierte zugleich Rechtswissenschaft in Freiburg. 1996 legte sie ihr zweites Staatsexamen ab. Im selben Jahr kandidierte sie erfolglos für das Amt des Bürgermeisters von Hügelsheim. 1997 wurde sie Leiterin des Hauptamts der Stadt Bad Wildbad. Die gleiche Position hatte sie von 1999 bis 2005 bei der Stadt Rheinstetten inne. 
2005 wurde die parteilose Petzold-Schick zur Beigeordneten in Ettlingen gewählt. 2009 setzte sie sich bei der Oberbürgermeister-Wahl in Bruchsal im zweiten Wahlgang durch. Bei der Wiederwahl am 9. Juli 2017 erreichte sie im ersten Wahlgang 77,81 % der abgegebenen Stimmen.
Im Oktober 2023 schloss sich die bis dahin parteilose Petzold-Schick den Grünen an. Bei der Oberbürgermeisterwahl 2025 trat sie nicht erneut an. Ihre Amtszeit läuft bis Ende September 2025. Als ihr Nachfolger wurde Sven Weigt gewählt.